# Michael Penix Jr.
(en) Statistiques sur pro-football-reference
Michael Tarrence Penix Jr., né le 8 mai 2000 à Cookeville au Tennessee, est un sportif professionnel américain de football américain jouant dans la National Football League (NFL) au poste de quarterback pour les Falcons d'Atlanta depuis 2024.
Sélectionné en 8e choix global lors du premier tour de la draft 2024 de la NFL par la franchise d'Atlanta, il avait joué auparavant au niveau universitaire dans la NCAA Division I FBS, pendant quatre saisons (2018-2021) pour les Hoosiers de l'université de l'Indiana et pendant deux saisons (2022-2023) pour les Huskies de l'université de Washington. Avec les Huskies, il perd la finale du championnat NCAA 2023 disputée contre les Wolverines du Michigan et se voit décerner le Maxwell Award 2023.

## Jeunesse
Penix Jr. nait à Cookeville dans le Tennessee mais déménage et grandit à Tampa en Floride. Penix étudie au lycée technique de Tampa Bay (en) où il joue pour les Titans pendant deux saisons au poste de quarterback. Il y gagne 4 243 yards et y inscrit 61 touchdowns pour 6 interceptions.

### Carrière universitaire
Penix Jr. joue au football américain universitaire dans la NCAA Division I FBS, pour les Hoosiers de l'université de l'Indiana pendant quatre saisons (2018–2021)  et pour les Huskies de l'université de Washington pendant deux saisons (2022–2023).

#### Hoosiers de l'Indiana
Penix Jr. intègre l'université de l'Indiana en 2018.
Lors de sa première année (true freshman), Penix participe à trois matchs puis se déchire le ligament croisé antérieur et l'université le protège sous le statut de joueur redshirt. Son bilan sur les trois matchs est de 21 passes réussies sur les 34 tentées pour un gain de 219 yards et un touchdown. Désigné titulaire pour la saison 2019,,, Penix ne dispute cependant que six matchs en raison d'une nouvelle blessure, affichant un bilan de 110 passes réussies sur ldes 160 tentées pour un gain de 1 394 yards, dix touchdowns et quatre interceptions. Penix est de nouveau titulaire en 2020, mais le 30 novembre, lors du match gagné contre Maryland, il s'occasionne une nouvelle déchirure du ligament croisé antérieur, ce qui met fin à sa saison.

#### Huskies de Washington

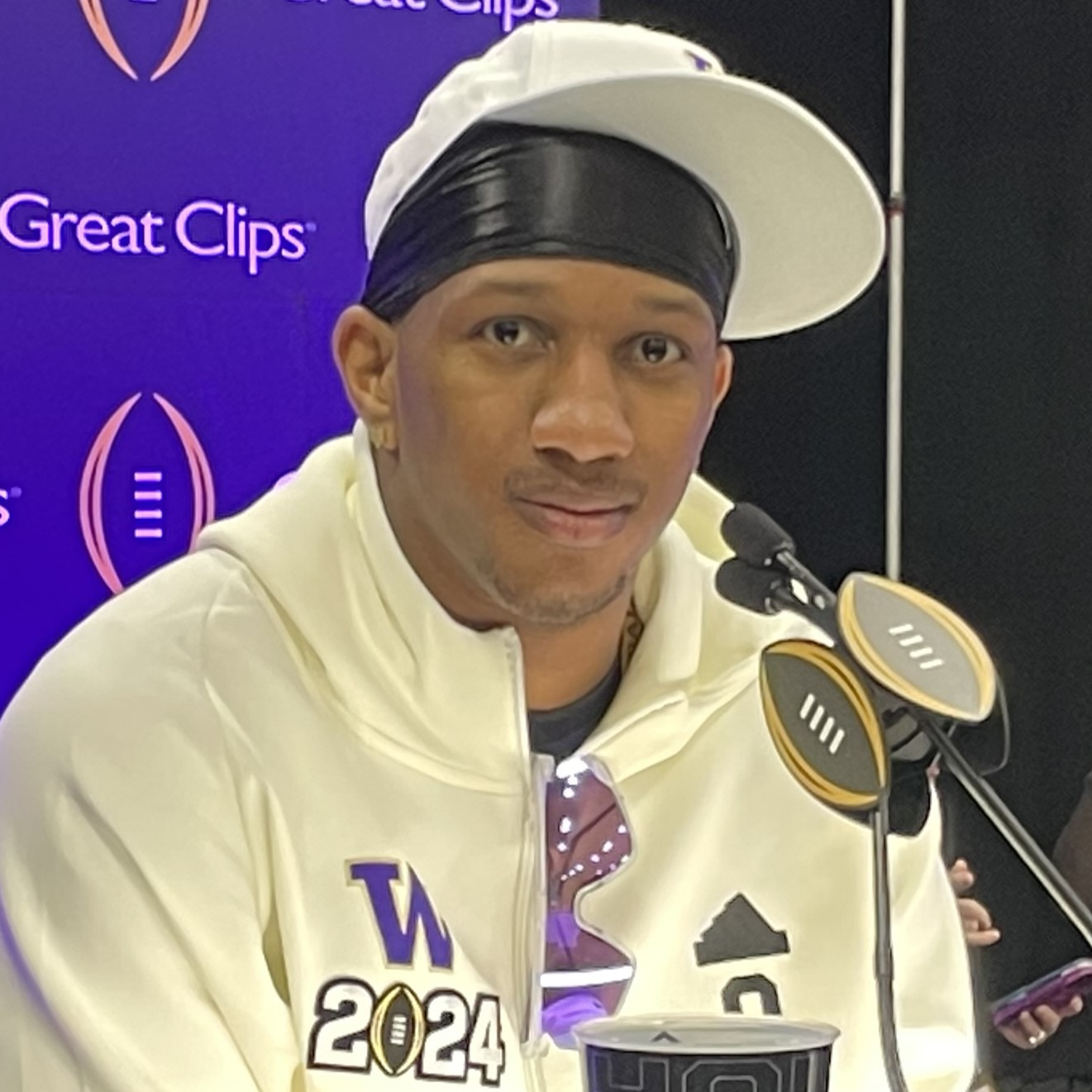
Michael Penix Jr. en 2024 après la finale FBS.

Lors de son année junior, Penix est transféré le 14 décembre 2021 à l'université de Washington. En 2022, il permet aux Huskies d'afficher un bilan de 11 victoires pour 2 défaites. Il est le meilleur quarterback de la ligue au nombre de yards gagnés à la passe par match sur la saison régulière avec une moyenne de 357 yards. Avec 4 641 yards gagnés à la passe, il devient, pendant l'Alamo Bowl, le recordman de l'université au nombre de yards gagnés à la passe sur une saison. Il se voit décerner le Maxwell Award et est désigné meilleur joueur revenant de la saison par l'Associated Press,,,.
Pour son année senior, Penix obtient un bilan de 13 victoires sans défaite et qualifie les Huskies pour la finale du championnat NCAA 2023 qu'ils perdent 13 à 34 contre les Wolverines du Michigan. Penix se classe deuxième au vote du trophée Heisman, le meilleur niveau jamais atteint par un joueur des Huskies. Il termine la saison en étant le meilleur quarterback de la ligue au nombre de yards gagnés à la passe (4 903) battant le précédant record qu'il avait établi la saison précédente à Washington. Il est désigné meilleur joueur de la finale de la Pacific-12 conférence après avoir battu les rivaux d'Oregon classés no 5 du pays. Lors du match, il réussit 27 de ses 29 passes tentées pour un gain de 319 yards, un touchdown et une interception.

### Carrière professionnelle

#### NFL Scouting Combine
| Taille              | Poids          | Bras           | Main           | Sprint   | Sprint   | Sprint   | Shuttle 20 yards | 3 cones drill | Détente        | Détente             | Développé couché | Test Wonderlic |
| Taille              | Poids          | Bras           | Main           | 40 yards | 10 yards | 20 yards | Shuttle 20 yards | 3 cones drill | verticale      | horizontale         | Développé couché | Test Wonderlic |
| 1,89 m (6 ft 2¼ in) | 98 kg (216 lb) | 85 cm (33⅝ in) | 27 cm (10½ in) | 4,58 s   | 1,58 s   | 2,61 s   | -                | -             | 93 cm (36½ in) | 3,18 m (10 ft 5 in) | -                | -              |

### Draft
Penix Jr. est sélectionné 8e choix global lors du premier tour de la draft 2024 de la NFL par la franchise des Falcons d'Atlanta. Il est le 4e des six quarterbacks sélectionnés lors du premier tour de cette draft, ce qui constitue le record lors d'une draft NFL à égalité avec celle de 1983. Cette sélection a été une énorme surprise puisque les Falcons venaient de signer, en date du 13 mars 2024 pendant la free agency, le quarterback Kirk Cousins pour une durée de quatre ans et un montant de 180 millions de dollars dont 100 garantis,.

### Falcons d'Atlanta
Le 24 juin 2024, Penix signe son contrat rookie de quatre ans pour un montant entièrement garanti de 22,8 millions de dollars.
Il commence sa première saison en tant que remplaçant du quarterback vétéran Kirk Cousins. Le 20 octobre, Penix fait ses débuts dans la NFL lors du quatrième quart temps du match perdu contre les Seahawks. Il y réussit la seule passe qu'il tente (14 yards).

## Statistiques

### Universitaires
| Année       | Équipe                 | Statut      | MJ |         | Passes   | Passes | Passes | Passes | Passes | Passes | Passes  |       | Courses | Courses | Courses | Courses |
| Année       | Équipe                 | Statut      | MJ | Tentées | Réussies | Pct.   | Yards  | TD     | Int.   | Éval.  | Tentées | Yards | Moy.    | TD      |         |         |
| 2018        | Hoosiers de l'Indiana  | Fr.         | 03 | 0 21    | 0 34     | 61,8   | 0 219  | 01     | 0      | 125,6  | 07      | 045   | 06,4    | 0       |         |         |
| 2019        | Hoosiers de l'Indiana  | Fr.         | 06 | 0 110   | 0 160    | 68,8   | 01 394 | 10     | 04     | 157,6  | 022     | 119   | 05,4    | 02      |         |         |
| 2020        | Hoosiers de l'Indiana  | So.         | 06 | 0 124   | 0 220    | 56,4   | 01 645 | 14     | 04     | 136,5  | 018     | 025   | 01,4    | 02      |         |         |
| 2021        | Hoosiers de l'Indiana  | Jr.         | 05 | 0 87    | 0 162    | 53,7   | 0 939  | 04     | 07     | 101,9  | 017     | - 24  | - 1,4   | 02      |         |         |
| 2022        | Huskies de Washiongton | Jr.         | 13 | 0 362   | 0 554    | 65,3   | 04 641 | 31     | 08     | 151,3  | 032     | 092   | 02,6    | 04      |         |         |
| 2023        | Huskies de Washington  | Sr.         | 15 | 0 363   | 0 555    | 65,4   | 04 903 | 36     | 11     | 157,1  | 035     | 08    | 00,2    | 03      |         |         |
| Totaux NCAA | Totaux NCAA            | Totaux NCAA | 48 | 1 067   | 1 685    | 63,3   | 13 741 | 96     | 34     | 146,6  | 134     | 265   | 02,0    | 13      |         |         |

### Professionnelles
| Année | Équipe            | MJ |                 | Passes          | Passes          | Passes          | Passes          | Passes          | Passes          | Passes          |                 | Courses         | Courses         | Courses | Courses |     | Sacks  | Sacks |  | Fumbles | Fumbles |
| Année | Équipe            | MJ | Tentées         | Réussies        | Pct.            | Yards           | TD              | Int.            | Éval.           | Tentées         | Yards           | Moy.            | TD              | Nb.     | Yards   | Nb. | Perdus |       |  |         |         |
| 2024  | Falcons d'Atlanta | ?  | Saison en cours | Saison en cours | Saison en cours | Saison en cours | Saison en cours | Saison en cours | Saison en cours | Saison en cours | Saison en cours | Saison en cours | Saison en cours | ?       | ?       | ?   | ?      |       |  |         |         |

## Vie privée
Penix Jr. est chrétien.
Son père a joué au poste de running back pour les Golden Eagles de Tennessee Tech (en) dans les années 90 et détient quelques records à la course. Sa mère était une athlète sur piste à Tennessee Tech.